# Кемпірсай
Кемпірса́й (каз. Кемпірсай) — село у складі Каргалинського району Актюбінської області Казахстану. Входить до складу Кемпірсайського сільського округу.
У радянські часи село називалось Кімперсай.
Населення — 164 особи (2021; 179 у 2009, 310 у 1999, 218 у 1989).